# Tom Bayer
Thomas „Tom“ Bayer (* 16. November 1957 in Neuss) ist ein deutscher Sportreporter.
Bayer, der ursprünglich Jura studierte und in Neuss aufgewachsen ist, war von 1985 bis 2000 für den WDR, die ARD und Premiere (heute Sky Deutschland) tätig. Er kommentierte unter anderem im Radio die Weltmeisterschaftsendspiele 1994 und 1998 sowie das zweite Finale im UEFA-Pokal 1988 zwischen Bayer 04 Leverkusen und Espanyol Barcelona und das Champions-League-Finale zwischen Borussia Dortmund und Juventus Turin 1997. Von 2000 bis 2021 stand er nur noch bei Sky unter Vertrag. Dort kommentierte er sowohl Einzelspiele als auch in der Konferenz. Seine weiteren Einsatzgebiete waren Handball und Eishockey. In seiner Kommentatorenlaufbahn berichtete er von vier Weltmeisterschaften, zwei Europameisterschaften sowie von zahlreichen Europa-Cup- und DFB-Pokal-Endspielen. Außerdem kommentierte Tom Bayer gemeinsam mit dem Sky-Kollegen Sebastian Hellmann von 2006 bis 2010 (PC- und PlayStation-2-Versionen auch 2011) die Videospiel-Serie FIFA, eine Fußballsimulation von EA Sports. Seine Kommentatorentätigkeit für Sky Deutschland endete am 34. Spieltag der Fußball-Bundesliga-Saison 2020/21 mit der Partie Borussia Dortmund gegen Bayer Leverkusen.